# フェリペ2世の肖像 (ソフォニスバ・アングイッソラ)
『フェリペ2世の肖像』（フェリペ2せいのしょうぞう、西: Retrato de Felipe II、英: Portrait of Philip II）は、イタリア・ルネサンス期の女性画家ソフォニスバ・アングイッソラがキャンバス上に油彩で制作した絵画で、画家がスペインに滞在していた時期 (1559-1571年) の作品である。1565年に制作されたが、後の1573年に改作された。現在はマドリードのプラド美術館に所蔵されている。

## 歴史

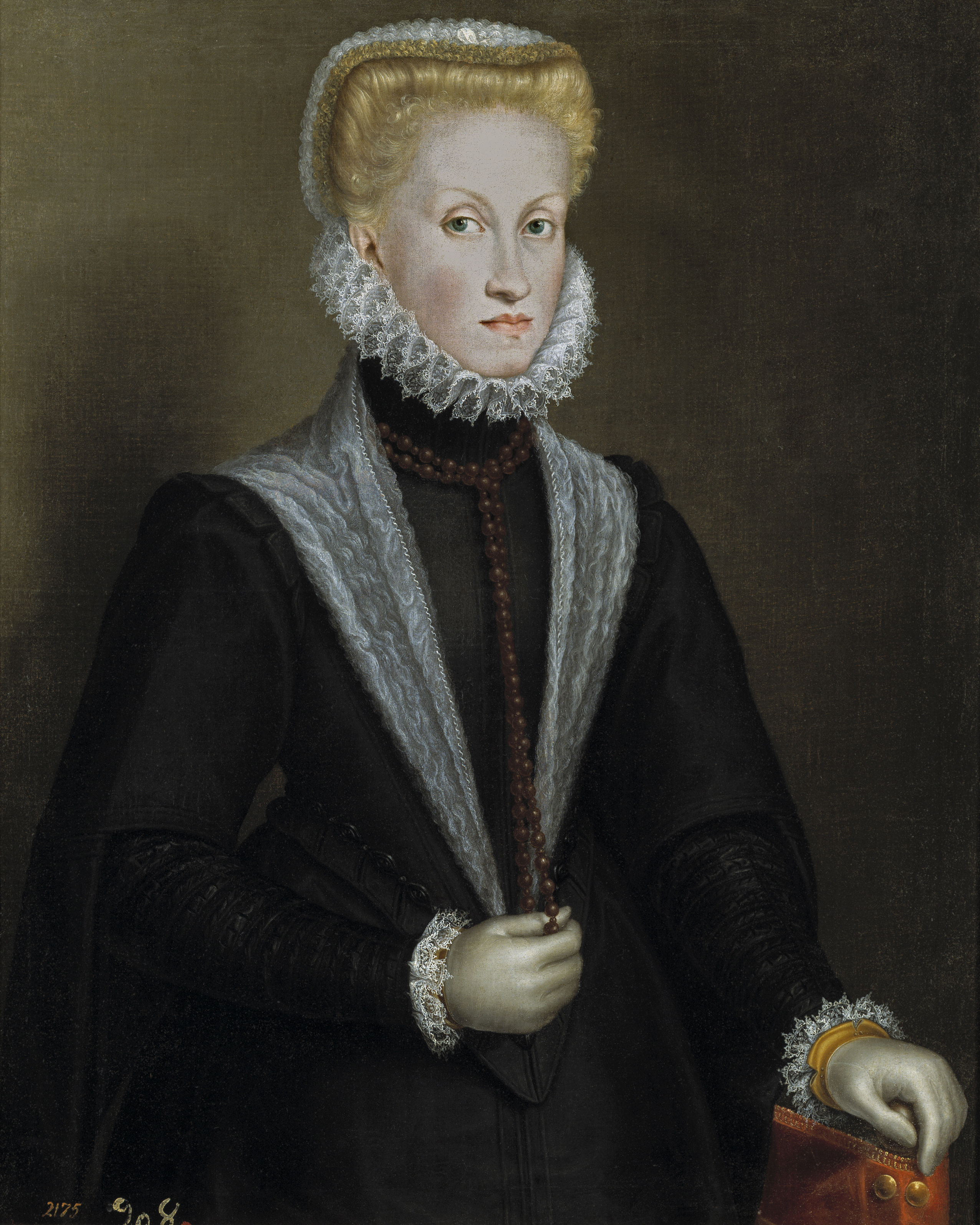
『アナ・デ・アウストリアの肖像』 (1573年)。『フェリペ2世の肖像』と対にすべくソフォニスバ・アングイッソラにより描かれた。

ソフォニスバ・アングイッソラは、スペイン王妃であったエリザベート・ド・ヴァロワの侍女としてスペインにやってきた。しかし、アングイッソラはすでに名声ある知られた画家であり、宮廷での仕事の1つは王妃のためにいろいろな絵画を描くことであった。彼女はスペイン王家の様々な肖像画を描いたが、生計は絵画制作に依存していたわけではなかった。
本作は1565年に描かれ、1573年にフェリペ2世 (スペイン王) の4番目の王妃アナ・デ・アウストリアの肖像と対にするためにふたたび手が加えられた。X線調査によれば、頭部は変更されず、衣服と右手の位置が変えられた。王の顔貌が変えられなかったのは王妃との22歳の年齢差に配慮したためである。本来、王が纏っていたケープは絹の黒い衣服に描きなおされた。右手は本来、胸の上に置かれ、金羊毛騎士団のバッジを指していたのであるが、画家は右手を修道士用の椅子の上に移動させた。この手の位置が示唆するものは、当時の鑑賞者には明らかであったであろう。この手の位置はすぐさま「王の権威」を喚起したからでり、「王の権威」は王の腰から下がっている剣によってさらに強められている。
現代の修復を受けるまで、本作は不透明で暗い色を呈していた。背景はほとんど陰気な色調で、王の顔に険しい雰囲気を与えていたが、それによりアントニオ・サウラは表現主義的様式でフェリペ2世の複数の肖像を描いた。作品は長い間、アロンソ・サンチェス・コエリョに帰属されていたが、暗く変色したニスと補筆の除去により作品に繊細さと明るさが取り戻されて、ソフォニスバ・アングイッソラへと再帰属がなされた。その帰属は、1989年に研究者マリア・クスチェ (María Kusche) により確認された。この肖像画の上半身をサンチェス・コエリョが描いた後のヴァージョンがウィーンの美術史美術館に所蔵されている。

## 作品
『フェリペ2世の肖像』は、アングイッソラのもっとも精緻な作品のうちの1つであり、造形の柔らかさ、拡散する光、繊細に擦ることでぼかされる、微妙で緻密な筆触など彼女に特徴的なニュアンスを表している。画家は、君主の優雅で、かつ近づきがたい人間性を完璧に捉えている。
作品は、スペイン・ハプスブルク朝に相応しい威厳と厳粛さとともに中肉中背の王の50歳ごろの姿を表わしている。王は首と袖の部分に白いレースの付いた黒い礼服を纏い、胸のペンダントの先に金羊毛騎士団のバッジを着け、左手にはロザリオを持っている。このロザリオは、ローマ教皇グレゴリウス3世がレパントの海戦 (1571年) の戦勝を記念して1573年に定めたロザリオの祝日に由来する。王は無地の暗色を背に描かれ、左から射しこむ光に照らされている。それにより、君主の顔貌の特徴と衣服の布地の質が際立っている。
この肖像画はフェリペ2世が投影することを望んだ自身のイメージとよく合致している。父であるカール5世 (神聖ローマ皇帝) の軍人としてのイメージを避け、フェリペ2世は優雅で近づきがたい宮廷人、王国の最高官吏として表されているが、物腰と黒い礼服から際立つ金羊毛騎士団のバッジのみによって識別されるのである。